# Скориковская сельская община
Скориковская сельская община (укр. Скориківська сільська громада) — территориальная община в Тернопольском районе Тернопольской области Украины.
Административный центр — село Скорики.
Население составляет 7755 человек. Площадь — 263,4 км².
В соответствии с распоряжением Кабинета Министров Украины от 12 июня 2020 года, в состав общины вошла территория Воробиевского, Гнилицкого, Кошляковского, Лисичинского, Новосельского, Пальчинского, Скориковского, Терпиловского и Токовского сельских советов упразднённого Подволочисского района.

## Населённые пункты
В состав общины входит 23 села:
- Скорики
- Кошляковский старостинский округ:
  - Гнилицы
  - Гнилички
  - Голотки
  - Кошляки
- Новосельский старостинский округ:
  - Голошинцы
  - Козяры
  - Лисичинцы
  - Новое Село
  - Суховцы
  - Шельпаки
- Терпиловский старостинский округ:
  - Гущанки
  - Климковцы
  - Лозовка
  - Медин
  - Ободовка
  - Терпиловка
- Токовский старостинский округ:
  - Воробиевка
  - Пальчинцы
  - Пеньковцы
  - Просовцы
  - Токи
  - Щасновка